# Jerzy Wróblewski (rysownik)
Jerzy Wróblewski (ur. 7 sierpnia 1941 w Inowrocławiu, zm. 10 sierpnia 1991 w Bydgoszczy) – polski rysownik i autor komiksów.

## Charakterystyka
Debiutował już w 1959 w popularnej bydgoskiej popołudniówce „Dzienniku Wieczornym” publikując sensacyjne opowieści rysunkowe. Był wtedy uczniem Liceum Plastycznego w Bydgoszczy. Przez następne dwadzieścia lat „Dziennik Wieczorny” opublikował ponad siedemdziesiąt historyjek Wróblewskiego. W 1969 wydał swojego pierwszego „Kapitana Żbika”, a od 1973 przejął całkowicie serię, tworząc w sumie trzydzieści „kolorowych zeszytów”. Był jednym z głównych współpracowników „Relaxu”. Jerzy Wróblewski rysował komiksy o najróżniejszej tematyce, przyjmował wszystkie scenariusze, również te zawierające dydaktyzm i socjalistyczną propagandę. Miał jednak swoje ulubione tematy: western, kryminał i historia. Mimo że wiele jego rysunków powstało na zamówienie rządzącego wówczas establishmentu, oficjalnie nie angażował się politycznie, a w jego archiwum znaleziono szkice rysunków, za które mógł w PRL trafić nawet do więzienia.
Większość prac rysowana była w konwencji realistycznej, z dużą dbałością o szczegóły. Jedynie w drukowanej w „Świecie Młodych” serii „Binio Bill” zastosował rysunek groteskowy. Jego twórczość cechowała swoboda operowania planami i czystość przekazu graficznego.
Jerzy Wróblewski był bardzo płodnym polskim rysownikiem komiksów. Opublikował ponad 60 samodzielnych albumów, które ukazały się łącznie w nakładzie blisko 14 milionów egzemplarzy. Oprócz tego tworzył dowcipy rysunkowe dla „Karuzeli”, ilustrował książki i projektował okładki czasopism (był autorem okładki pierwszego numeru „Fantastyki”). Wielu z bohaterów, których rysował, przybierało wygląd realnych postaci (chociażby żony Heleny Wróblewskiej). Jerzy Wróblewski od 1966 mieszkał w Bydgoszczy i tu tworzył większość swoich dzieł rysunkowych. Miejscem jego pracy był wydzielony pokój w mieszkaniu w wieżowcu przy ul. kard. Stefana Wyszyńskiego 11. W jednym z odcinków „Kapitana Żbika” Wróblewski uwiecznił zarówno siebie, jak i swój dom.
26 maja 2011 inowrocławscy radni podjęli uchwałę w sprawie nadania jednej z ulic miasta imienia Jerzego Wróblewskiego.

### Rodzina
Jerzy Wróblewski od 1965 był żonaty. Miał dwoje dzieci: Magdalenę (ur. 1966 w Inowrocławiu) i Bartłomieja (ur. 1972 w Bydgoszczy).

## Wybrana bibliografia

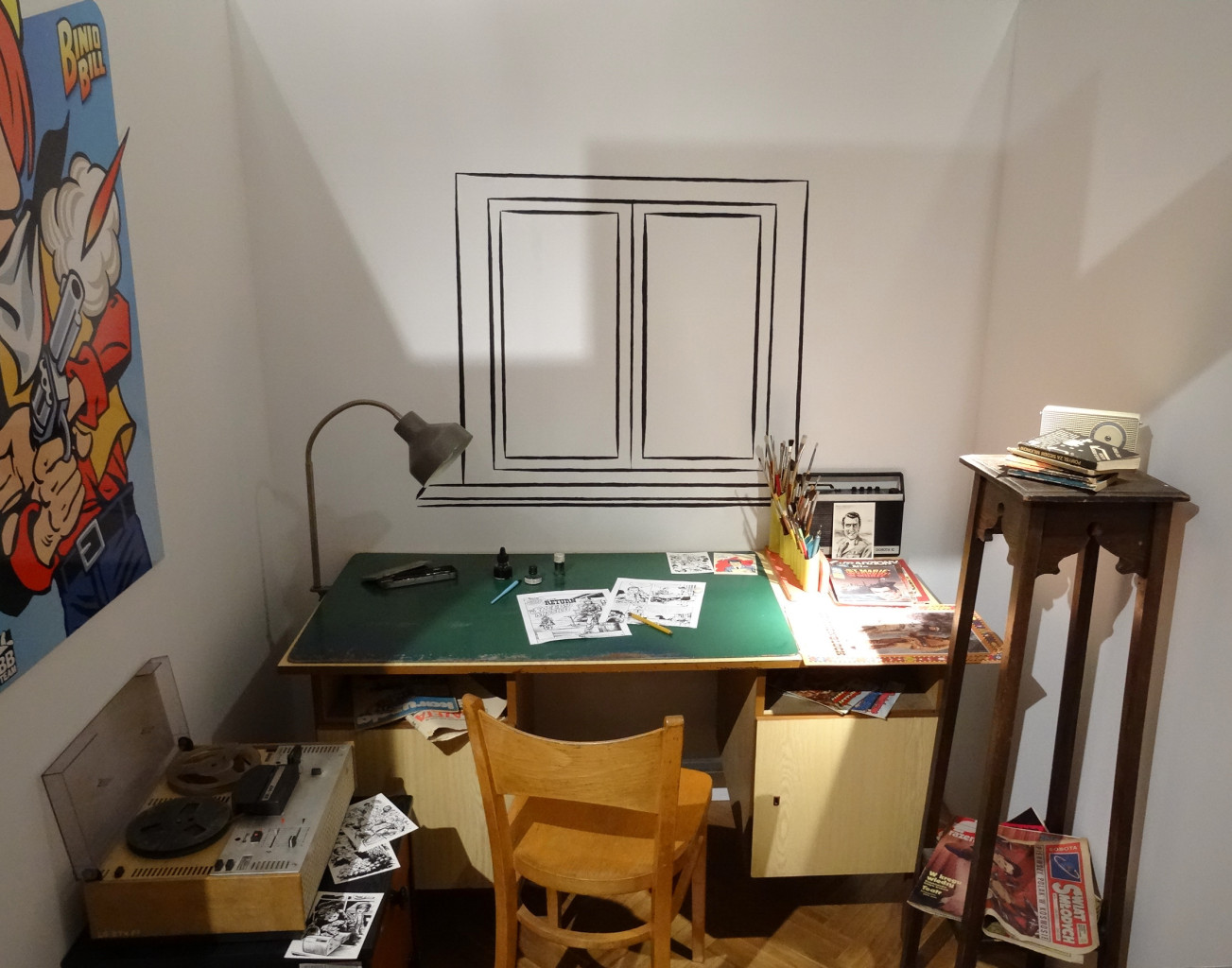
Rekonstrukcja warsztatu pracy Jerzego Wróblewskiego na wystawie Muzeum Okręgowego im. Leona Wyczółkowskiego w Bydgoszczy

### Komiksy w magazynieRelax
- Tajemnica głębin, scen. Henryk Kurta, Relax #4, 1977, (4 strony)
- Prorok Daniel, Relax #5, 1977
- Wolność mieszka w górach, scen. Knab, Relax #7, 1977
- 508 Alarm!, scen. Knab, Relax #8, 1977
- Ludziom trzeba wierzyć, scen. Chlebowski, Relax #10, 1977
- Chcę zostać kapitanem, scen. Garncarek, Relax #11, 1977
- Polacy na biegunie południowym, scen. Weinfeld, Relax #12, 1977
- W piaskach Synaju, scen. Bartnikowski, Relax #13, 1977
- Bardzo lubię deszcz, fragment albumu „Wywiadowca XX wieku”, scen. Barbara Sokalówna, Jerzy Uśpieński, Relax #13, 1977
- Idziemy na północ, fragment albumu „Wywiadowca XX wieku”, scen. Barbara Sokalówna, Jerzy Uśpieński, Relax #14, 1/1978
- Największy wyczyn Ramsay'a [sic!], fragment albumu „Wywiadowca XX wieku”, scen. Barbara Sokalówna, Jerzy Uśpieński, Relax #15, 2/1978
- Ta wojna potrwa, fragment albumu „Wywiadowca XX wieku”, scen. Barbara Sokalówna, Jerzy Uśpieński, Relax #16, 3/1978
- Kto wygra wielki wyścig?, fragment albumu „Wywiadowca XX wieku”, scen. Barbara Sokalówna, Jerzy Uśpieński, Relax #17, 4/1978
- Finał, fragment albumu „Wywiadowca XX wieku”, scen. Barbara Sokalówna, Jerzy Uśpieński, Relax #18, 5/1978, (6 stron)
- Giną załogi i statki kosmiczne, fragment albumu „Vahanara”, scen. Murcie, Derbień, Relax #18, 5/1978, (4 strony)
- Wróg przystępuje do akcji, fragment albumu „Vahanara”, scen. Murcie, Derbień, Relax #19, 6/1978, (5 stron)
- Zagłada centrali, fragment albumu „Vahanara”, scen. Murcie, Derbień, Relax #20, 7/1978, (4 strony)
- Zwycięstwo człowieka, fragment albumu „Vahanara”, scen. Murcie, Derbień, Relax #21, 8/1978, (3 strony)
- Lot w nieznane, fragment albumu „Czarna róża”, scen. Weinfeld, Relax #21, 8/1978, (6 stron)
- Zamach, fragment albumu „Czarna róża”, scen. Weinfeld, Relax #22, 9/1978, (6 stron)
- Porwanie, fragment albumu „Czarna róża”, scen. Weinfeld, Relax #23, 10/1978, (6 stron)
- Akcja „Czyste niebo”, fragment albumu „Czarna róża”, scen. Weinfeld, Relax #24, 2/1979, (6 stron)
- Dzień przed sobotą, fragment albumu „Czarna róża”, scen. Weinfeld, Relax #25, 1979, (6 stron)
- Polak w kosmosie, scen. Wienfeld, Relax #22, 9/1978, (3 strony)
- Okno na świat, scen. Kozłowska, Relax #24, 1/1979
- Rzeczpospolita gruzów, scen. Gluth-Nowowiejski, Relax #25, 1979, (6 stron)
- Czterech na drodze śmierci, scen. Gluth-Nowowiejski, Relax #26, 1979
- Podejrzenia, fragment komiksu „Ślad wiedzie w przeszłość”, scen. Chmielewski, Relax #26, 1979, (6 stron)
- Dziwni turyści, fragment komiksu „Ślad wiedzie w przeszłość”, scen. Chmielewski, Relax #27, 1980, (6 stron)
- Gra rozpoczęta, fragment komiksu „Ślad wiedzie w przeszłość”, scen. Chmielewski, Relax #28, 1980, (5 stron)
- Tajemnica uroczyska w Ostrowie, fragment komiksu „Ślad wiedzie w przeszłość”, scen. Chmielewski, Relax #29, 1980, (6 stron)
- Decyzja, fragment komiksu „Centralny Okręg Przemysłowy”, scen. Walawski, Relax #29, 1980, (5 stron)
- Budowa, fragment komiksu „Centralny Okręg Przemysłowy”, scen. Walawski, Relax #30, 1981, (5 stron)
- Walka o Stalową Wolę, fragment komiksu „Centralny Okręg Przemysłowy”, scen. Walawski, Relax #31, 1981, (4 strony)

### SeriaKapitan Żbik
- Wieloryb z peryskopem, (1973 – Sport i Turystyka)
- Wiszący rower, (1973 – Sport i Turystyka)
- Tajemniczy nurek, (1973 – Sport i Turystyka)
- Dwanaście kanistrów, (1973 – Sport i Turystyka)
- Zakręt śmierci, (1974 – Sport i Turystyka)
- W pułapce, (1974 – Sport i Turystyka)
- Kryptonim „Walizka”, (1974 – Sport i Turystyka)
- Gdzie jest jasnowłosa?, (1974 – Sport i Turystyka)
- SP-139-WA zaginął!, (1975 – Sport i Turystyka)
- Wyzwanie dla silniejszego, (1975 – Sport i Turystyka)
- Wodorosty i pasożyty, cz. 1, (1976 – Sport i Turystyka)
- Wodorosty i pasożyty, cz. 2, (1976 – Sport i Turystyka)
- Jaskinia zbójców, (1976 – Sport i Turystyka)
- Kto zabił Jacka?, (1976 – Sport i Turystyka)
- Tajemnicze światło, (1976 – Sport i Turystyka)
- W potrzasku, (1977 – Sport i Turystyka)
- Zerwana sieć, (1977 – Sport i Turystyka)
- Granatowa Cortina, (1978 – Sport i Turystyka)
- Skok przez trzy granice, (1979 – Sport i Turystyka)
- Zatrzymać niebieskiego fiata, (1980 – Sport i Turystyka)
- „St. Marie” wychodzi w morze..., (1982 – Sport i Turystyka)
- Nie odebrany telegram, (1981 – Sport i Turystyka)
- Ślady w lesie, (1982 – Sport i Turystyka)
- Smutny finał, (1982 – Sport i Turystyka)

### SeriaPodziemny front
- 7. Skarb w Winterhofie, (1971 – Sport i Turystyka)
- 8. Wilk w matni, (1972 – Sport i Turystyka)
- 9. W pułapce, (1972 – Sport i Turystyka)

### SeriaBinio Bill
scenariusz: Jerzy Wróblewski
- Rio Klawo (1980 – Świat Młodych)
- Binio Bill na szlaku bezprawia (1980 – Świat Młodych)
- Binio Bill i 100 karabinów, (1981 – Świat Młodych)
- Binio Bill kontra trojaczki Benneta, (1982 – Świat Młodych)
- Binio Bill kręci western i ...w kosmos, (1983 – Świat Młodych)
- Śladami Kida Walkera, (1986 – Świat Młodych)
- Binio Bill i skarb Pajutów, (1990 – KAW)
- Binio Bill i szalony Heronimo, (2009 – BB Team)

### SeriaTajemnica złotej maczety
scenariusz: Władysław Krupka
- 1. U progu tajemnicy, (1985 – Sport i Turystyka)
- 2. Przymusowe lądowanie, (1985 – Sport i Turystyka)
- 3. Pustynnym szlakiem, (1986 – Sport i Turystyka)
- 4. Tragiczny dzień, (1986 – Sport i Turystyka)
- 5. Powietrzne szlaki, (1986 – Sport i Turystyka)
- 6. Powrót, (1986 – Sport i Turystyka)

### SeriaDziesięciu z Wielkiej Ziemi
- 1. Chrzest bojowy, (1987 – Sport i Turystyka)
- 2. Skok w nieznane, (1987 – Sport i Turystyka)
- 3. Nim wstanie świt, (1987 – Sport i Turystyka)
- 4. Ostatni raport, (1987 – Sport i Turystyka)

### SeriaPolscy podróżnicy
scenariusz: Stefan Weinfeld
- Sam w afrykańskim pustkowiu. O Antonim Rehmanie, (1988 – Sport i Turystyka)
- Gdzie ziemia drży. O Ignacym Domeyce, (1988 – Sport i Turystyka)

### Seria Wyspa Umpli-Tumpli
scenariusz: Mirosław Stecewicz
- Nowa wyspa skarbów, (1988 – GLOB)
- Miasto z chmur, (1989 – Młodzieżowe Centrum Kultury w Gdyni)
- Kupcy z kosmosu, (1990 – Centrum Sztuki)
- Umple-Tumple Comics colour (komiks bez dialogów do kolorowania), (1990 – Intercor)

### Seria Hipotezy
scenariusz: Wiesława Wierzchowska
- Tajemnice Wyspy Wielkanocnej, (1989 – Sport i Turystyka)

### Biblia
- Księga rodzaju, scen. Józef Krzyżanowski, Glob-JV 1990
- Księga Wyjścia, Księga Kapłańska, Księga Liczb, Księga Powtórzonego Prawa, Glob 1991

### Krótkie historie
- Tajemnica głębin, scen. Henryk Kurta, (w:) „Ogień nad tajgą”, KAW 1982, (4 strony)
- Diamentowa rzeka, scen. Bolesław Żabko-Potopowicz, (w:) „Diamentowa rzeka”, KAW 1983, (9 stron)
- Było to na podhalu, scen. Jerzy Ankudowicz, (w:) „Diamentowa rzeka”, KAW 1983, (5 stron)
- Skarby Popielidów, scen. Małgorzata Machowska, (w:) „Diamentowa rzeka”, KAW 1983, (10 stron)
- Osaczony, scen. Tadeusz Szymański, (w:) „Diamentowa rzeka”, KAW 1983, (8 stron)
- Kryptonim „Tytania”, scen. Stefan Weinfeld, (w:) „Diamentowa rzeka”, KAW 1983, (10 stron)
- Szklana kula, scen. Stefan Weinfeld, (w:) „Diamentowa rzeka”, KAW 1983, (5 stron)
- Fortuna Amelii, scen. Jerzy Wolen, (w:) „Fortuna Amelii”, KAW 1986, (12 stron)

### Inne komiksy
- Polacy na olimpijskich arenach, Sport i Turystyka 1980 (wydanie I)
- Wywiadowca XX wieku, scen. Barbara Sokalówna, Jerzy Uśpieński, KAW 1983 (wydanie II)
- Cena Wolności, scen. Janusz Marski według Włodzimierza T. Kowalskiego, KAW 1988
- Figurki z Tilos, scen. Stefan Weinfeld, KAW 1988 (wydanie II)
- Skradziony skarb, scen. Małgorzata Rutkowska, KAW 1986 (wydanie I), KAW 1988 (wydanie II)
- Czarna róża, scen. Stefan Weinfeld, KAW 1988 (wydanie I scalone), KAW 1988 (wydanie II)
- Legendy wyspy labiryntu, scen. Stefan Weinfeld, KAW 1989
- Zesłańcy, scen. Anna Banach, KAW 1989
- Przyjaciele Roda Taylora, scen. Jerzy Wróblewski, Interpress 1984
- Hernán Cortés i podbój Meksyku, scen. Stefan Weinfeld, KAW 1986 (wydanie I), KAW 1989 (wydanie II)